# NGC 6382
NGC 6382 este o galaxie situată în constelația Dragonul. A fost descoperită în 2 iunie 1883 de către Edward D. Swift⁠(d). Se află la o distanță de 123,96 de megaparseci de Pământ.